# 489
- Wikisource

| Calendário gregoriano                                                        | 489 CDLXXXIX                    |
| Ab urbe condita                                                              | 1242                            |
| Calendário arménio                                                           | -63 – -62                       |
| Calendário bahá'í                                                            | -1355 – -1354                   |
| Calendário budista                                                           | 1033                            |
| Calendário chinês                                                            | 3185 – 3186                     |
| Calendário copta                                                             | 205 – 206                       |
| Calendário etíope                                                            | 481 – 482                       |
| Calendários hindus - Vikram Samvat - Calendário nacional indiano - Cáli Iuga | 544 – 545 410 – 411 3589 – 3590 |
| Calendário Holoceno                                                          | 10489                           |
| Calendário islâmico                                                          | 137 BH – 136 BH                 |
| Calendário judaico                                                           | 4249 – 4250                     |
| Calendário persa                                                             | 133 BP – 132 BP                 |
| Calendário rúnico                                                            | 739                             |
| Calendário solar tailandês                                                   | 1032                            |

489 (CDLXXXIX, na numeração romana) foi um ano comum do século V que começou num domingo, segundo o calendário juliano.  Segundo o horóscopo chinês, foi o ano da Serpente.
| Ano completo                   |
| ------------------------------ |
| Ano comum com início ao sábado |

## Eventos
- Os ostrogodos sob comando de Teodorico, o Grande invadem a Itália e iniciam guerra contra Odoacro, rei da Itália após a debacle do Império Romano do Ocidente.